# メガCDのゲームタイトル一覧
メガCDのゲームタイトル一覧（メガCDのゲームタイトルいちらん）ではセガが発売したメガドライブの周辺機器であるメガCD対応のゲームソフトとして全世界で発売されたライセンスタイトルを発売年順に、および発売されなかったタイトル、非ライセンスタイトルを列記する。
| 目次 | • 発売されたタイトル• 発売されなかったタイトル• その他• 非ライセンスタイトル• 脚注• 参考文献 |

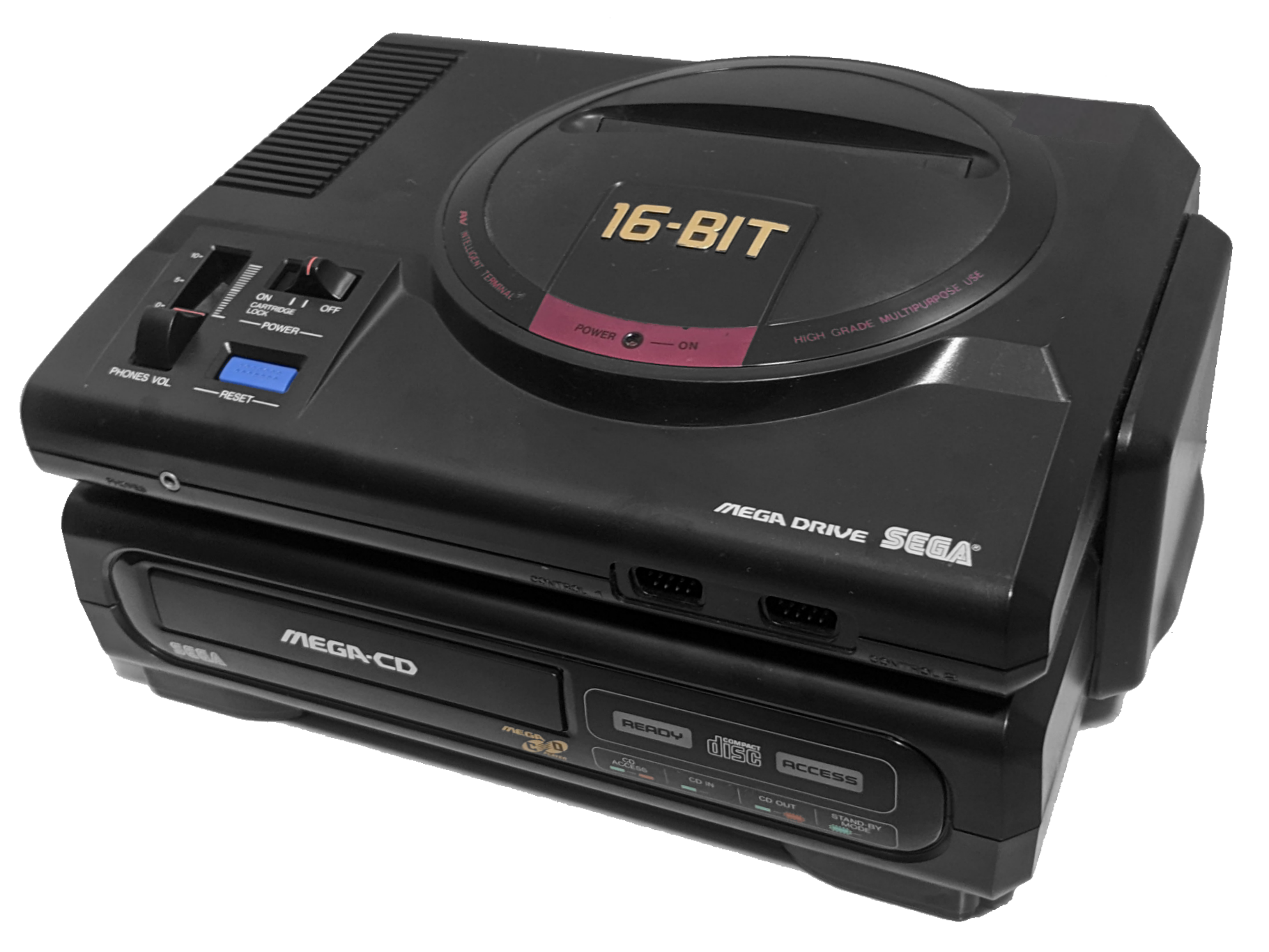
メガドライブ（上）とメガCD（下）

メガCDは1991年12月12日に日本で発売されたのち、北米で1992年11月1日に、欧州では1993年4月にそれぞれ発売された。
この機器にはCPUが内蔵されており、メガドライブ本体に取り付けることで性能を向上させることができるほか、後述する専用のCD-ROMソフトだけでなく、音楽CDやCD+Gを再生することができる。これにより1992年発売の『LUNAR ザ・シルバースター』や1994年発売の『ぽっぷるメイル』のようにサウンドならびに声優によるキャラクターボイスを用いたアニメーションを目玉とする作品や、1993年発売の『シルフィード』や1994年発売の『スターブレード』のように、ポリゴンによる3DCGを用いた作品、1992年発売の『ナイトトラップ』のように実写映像を用いた作品が登場した。
その一方で、発売されたゲームタイトルの大半は、ムービーを重視するあまりインタラクティブ性をおろそかにした作品や、既存のメガドライブ用ソフトに追加要素を付与した程度のソフトが占めており、肝心のムービーも、未熟な動画圧縮技術や、メガドライブ本体のカラーパレットの限界によって十分に魅力を引き出せなかったと指摘する者もいる。
また、前述の『ナイトトラップ』は暴力的な内容からマスコミを中心に論争を呼び、セガの北米法人が自主レーティングであるVideogame Rating Councilの導入を表明したが、論争はさらに広がり、ビデオゲームに関する1993年のアメリカ合衆国上院公聴会が開かれ、最終的にはエンターテインメントソフトウェアレイティング委員会の設立へとつながった。
日本におけるメガCDの新規タイトルは1996年2月23日発売の『シャドウラン』が最後となった。また、北米においては1995年11月発売の『デモリションマン』が最後となった。いずれもカートリッジよりも早い終焉を迎えた。
プラットフォームとしての展開終了後は、前述のCPUをはじめとする独自の方法で機能を強化したことがソフトを他機種に移植する際の障壁となり、2022年にプラグ&プレイ型ゲーム機のメガドライブ ミニ2でメガCD用ソフトの収録が発表されるまで、移植事例は少なかった。

## 発売されたタイトル
| 目次 | • 1991• 1992• 1993• 1994• 1995以降 |

本節の「発売されたタイトル一覧表」には合計で「207」のゲームタイトルを発売日・発売元とともに列記している。また「地域・年ごとの掲載タイトル数（1991年 - 1996年）」にはゲームタイトル数を地域および年に分けて列記している。
| 地域 | 1991年 | 1992年 | 1993年 | 1994年 | 1995年 | 1996年 | 合計 |
| ---- | ------ | ------ | ------ | ------ | ------ | ------ | ---- |
| 日本 | 6      | 22     | 43     | 35     | 7      | 1      | 114  |
| 北米 | N/A    | 16     | 39     | 71     | 18     | N/A    | 144  |
| 欧州 | N/A    | N/A    | 29     | 46     | 18     | N/A    | 93   |

| 発売日         | 発売日        | 発売日         | タイトル                                                                            | 発売元                                                                          | 備考 |
| 日本           | 北米          | 欧州           | タイトル                                                                            | 発売元                                                                          | 備考 |
| -------------- | ------------- | -------------- | ----------------------------------------------------------------------------------- | ------------------------------------------------------------------------------- | --- |
| 1991年12月12日 | 1992年        | 未発売         | ソル・フィース                                                                      | - ウルフ・チーム - セガ米                                                       | メガドライブ用ソフト"Sol-Deace"の移植版で、同名PCゲームを基にしている。 |
| 1991年12月12日 | 未発売        | 未発売         | ヘビーノバ                                                                          | マイクロネット                                                                  | 北米ではメガドライブ用タイトルとして発売。 |
| 1991年12月14日 | 未発売        | 未発売         | ノスタルジア1907                                                                    | シュールド・ウェーブ                                                            | 同名PCゲームの移植版で、新たに音声を追加。 |
| 1991年12月20日 | 未発売        | 未発売         | 惑星ウッドストック ファンキーホラーバンド                                           | セガ                                                                            | メガCD初のRPG |
| 1991年12月20日 | 未発売        | 未発売         | アーネスト・エバンス                                                                | ウルフ・チーム                                                                  | アーネスト・エバンス三部作の第2作。 北米ではメガドライブ用タイトルとして発売。 |
| 1991年12月28日 | 未発売        | 未発売         | 天下布武 英雄たちの咆哮                                                             | ゲームアーツ                                                                    | |
| 1992年2月18日  | 未発売        | 未発売         | 精霊神世紀フェイエリア                                                              | ウルフ・チーム                                                                  | |
| 1992年3月27日  | 未発売        | 未発売         | コズミックファンタジーStories                                                       | 日本テレネット                                                                  | PCエンジン用ソフト『コズミック・ファンタジー 冒険少年ユウ』と『コズミック・ファンタジー2 冒険少年バン』のシステムを統一したうえでまとめて収録。                                                     |
| 1992年4月17日  | 未発売        | 未発売         | デス・ブリンガー 秘められた紋章                                                     | 日本テレネット                                                                  | 同名PCゲームの移植版 |
| 1992年5月29日  | 未発売        | 未発売         | クイズスクランブルスペシャル                                                        | セガ                                                                            | メガCD初のクイズゲーム。 ビクター製ワンダーメガ付属ソフト『ワンダーメガコレクション』に収録されていたソフト「クイズスクランブル」を単体発売したもの。                                               |
| 1992年5月29日  | 未発売        | 未発売         | アイルロード                                                                        | ウルフ・チーム                                                                  | 実写ムービーとキャラクターグラフィックが併用される場面あり |
| 1992年6月19日  | 未発売        | 未発売         | 魔法の少女シルキーリップ                                                            | 日本テレネット                                                                  | 魔法少女を題材としたアドベンチャーゲーム |
| 1992年6月26日  | 1993年        | 未発売         | LUNAR ザ・シルバースター w:Lunar: The Silver Star                                   | ゲームアーツ Working Designs米                                                  | |
| 1992年7月31日  | 未発売        | 未発売         | デトネイター・オーガン                                                              | ホット・ビィ                                                                    | 同名OVAをゲーム化 |
| 1992年8月7日   | 1992年11月1日 | 1993年         | プリンス・オブ・ペルシャ                                                            | - ビクター音楽産業 - セガ欧米                                                   | 同名メガドライブ用ソフトに、ボイスおよびビジュアルシーンを追加。 北米ではSega CD本体と同時発売。 |
| 1992年8月28日  | 1992年11月1日 | 未発売         | サンダーストームFX                                                                  | - ウルフ・チーム - セガ欧米                                                     | 1984年稼働の同名レーザーディスクゲームの移植版。 北米ではSega CD本体と同時発売。 |
| 1992年9月11日  | 未発売        | 未発売         | ブライ 八玉の勇士伝説                                                               | セガ                                                                            | 同名PCゲームの移植版 上下巻とされたが、下巻に相当する続編は未発売 |
| 1992年9月25日  | 1993年3月     | 未発売         | ライズ・オブ・ザ・ドラゴン                                                          | - セガ - Dynamix米                                                              | 同名PCゲームの移植版。 性的描写は削除された一方、薬物使用などは残されており、セガの北米法人による自主審査機関・Videogame Rating CouncilはMA-17を指定 北米では1994年に再販。                         |
| 1992年9月25日  | 1992年        | 1994年         | ワンダードッグ                                                                      | ビクター音楽産業                                                                | ワンダーメガのマスコットキャラクターを主役とした横スクロールアクション |
| 1992年10月23日 | 1992年11月1日 | 1993年         | ブラックホールアサルト                                                              | - マイクロネット - Bignet USA米 - セガ欧                                        | 『ヘビーノバ』の続編。 北米ではSega CD本体と同時発売。 |
| 1992年10月30日 | 未発売        | 未発売         | プロ野球スーパーリーグCD                                                            | セガ                                                                            | アーケードゲーム『クラッチヒッター』の移植版。 当初のタイトルは『プロ野球'92』。 |
| 1992年11月13日 | 1993年        | 1993年         | タイムギャル                                                                        | ウルフ・チーム Renovation Products米 セガ欧                                     | 同名レーザーディスクゲームの移植版。 |
| 1992年11月27日 | 1993年        | 1993年         | - 電忍アレスタ - Robo Aleste                                                        | - コンパイル - テンゲン米 - セガ欧                                              | アレスタシリーズの1作品。 日本版と国外版では仕様に若干の差異あり。 |
| 1992年12月18日 | 1993年        | 1993年         | アフターバーナーIII                                                                 | - CRI - セガ欧米                                                                | XE-1 APアナログジョイパッド対応 アーケードゲーム『ストライクファイター』の移植版。 |
| 1992年12月18日 | 1993年        | 1993年         | - ロードブラスターFX - Road Avenger                                                 | - ウルフ・チーム - Renovation Products米 - セガ欧                               | 1984年稼働の同名レーザーディスクゲームの移植版。 英語名が原題と異なるのは、アタリのレースゲーム『ロードブラスターズ』のメガドライブ版との混同を避けるためとされる。                                 |
| 1992年12月18日 | 未発売        | 未発売         | ぎゅわんぶらあ自己中心派2 激闘!東京マージャンランド編                               | ゲームアーツ                                                                    | 漫画『ぎゅわんぶらあ自己中心派』と『スーパーヅカン』をゲーム化。 |
| 1992年12月25日 | 未発売        | 未発売         | 天舞メガCDスペシャル                                                                | ウルフ・チーム                                                                  | PCゲーム『天舞』の移植版で、実写ムービーを追加。 |
| 1992年12月25日 | 未発売        | 未発売         | カプコンのクイズ殿様の野望                                                          | シムス                                                                          | 同名アーケードゲームの移植版 |
| 未発売         | 1992年11月1日 | 1993年         | w:Sherlock Holmes: Consulting Detective                                             | セガ                                                                            | 同名PC用ソフトの移植版。 日本ではPCエンジンCD-ROM2およびFM TOWNS用タイトル『シャーロック・ホームズの探偵講座』として発売。 北米ではSega CD本体と同時発売。                                          |
| 未発売         | 1992年11月1日 | 1993年         | w:Sewer Shark                                                                       | Sony Imagesoft                                                                  | 日本でも『スーワーシャーク』として発売予定だった、SEGA Genesis Mini 2用（2022年発売）にとして収録。 北米ではSega CD本体と同時発売。                                                                 |
| 未発売         | 1992年11月1日 | 1993年         | w:Hook                                                                              | Sony Imagesoft                                                                  | 同名映画をゲーム化。 北米ではSega CD本体と同時発売。 |
| 未発売         | 1992年11月1日 | 1993年         | w:Kris Kross: Make My Video                                                         | Sony Imagesoft                                                                  | 北米ではSega CD本体と同時発売。 |
| 未発売         | 1992年11月1日 | 1993年4月2日   | w:Chuck Rock                                                                        | Sony Imagesoft                                                                  | 北米ではSega CD本体と同時発売。 |
| 未発売         | 1992年12月    | 1993年         | w:Ecco the Dolphin                                                                  | セガ                                                                            | 日本ではメガドライブ用ソフト『エコー・ザ・ドルフィン』として発売。 |
| 未発売         | 1992年        | 1993年         | w:INXS: Make My Video                                                               | セガ                                                                            | |
| 未発売         | 1992年        | 未発売         | w:Marky Mark and the Funky Bunch: Make My Video                                     | セガ                                                                            | |
| 1993年1月3日   | 未発売        | 未発売         | サイキック・ディテクティブ・シリーズVol.3 AYA                                       | データウエスト                                                                  | 同名PCゲームの移植版。 |
| 1993年1月29日  | 未発売        | 未発売         | ゆみみみっくす                                                                      | ゲームアーツ                                                                    | 漫画家の竹本泉がキャラクターデザイン及び脚本を手掛けたアドベンチャーゲーム。 |
| 1993年3月12日  | 未発売        | 未発売         | シムアース                                                                          | セガ                                                                            | ガイア理論に基づき惑星を育てるゲーム。セガマウス対応。 |
| 1993年3月12日  | 未発売        | 未発売         | ニンジャウォーリアーズ                                                              | タイトー                                                                        | 同名アーケードゲームのアレンジ移植。 |
| 1993年3月19日  | 1992年11月1日 | 1993年         | ウルフチャイルド                                                                    | - ビクター音楽産業日米 - セガ欧                                                 | 同名PCゲームの移植版。 北米ではSega CD本体と同時発売。 |
| 1993年3月26日  | 1993年        | 1994年4月      | ジャガーXJ220                                                                       | - ビクター音楽産業日米 - セガ欧                                                 | 同名Amiga用ゲームの移植版。 |
| 1993年3月30日  | 未発売        | 未発売         | アネット再び                                                                        | ウルフ・チーム                                                                  | 『エル・ヴィエント』の続編。 |
| 1993年4月2日   | 1993年5月     | 1993年         | ファイナルファイトCD                                                                | セガ                                                                            | アーケードゲーム『ファイナルファイト』のアレンジ移植。 |
| 1993年4月23日  | 1992年        | 1993年         | SEGA CLASSIC ARCADE COLLECTION                                                      | セガ                                                                            | 日本では『ザ・リベンジ・オブ・シノビ』『ゴールデンアックス』『ベア・ナックル』『コラムス』を収録。当初は1992年11月20日発売のメガCD本体との同梱品のみの流通だったが後に単品発売。                    |
| 1993年4月23日  | 1994年9月     | 未発売         | - SWITCH - Panic !                                                                  | - セガ - データイースト米                                                       | セガマウス対応 |
| 1993年4月23日  | 未発売        | 未発売         | らんま1/2 白蘭愛歌                                                                  | メサイヤ                                                                        | アニメ『らんま1/2』を題材としたアドベンチャーゲーム。 |
| 1993年4月23日  | 未発売        | 未発売         | 三國志III                                                                           | 光栄                                                                            | 同名メガドライブ用ソフトの移植版に、キャラクターファイルなどが追加。 |
| 1993年5月28日  | 未発売        | 未発売         | デバステイター                                                                      | ウルフ・チーム                                                                  | 同名OVAをゲーム化。 |
| 1993年5月28日  | 未発売        | 未発売         | ナイトストライカー                                                                  | タイトー                                                                        | XE-1 APアナログジョイパッド対応 同名アーケードゲームの移植版。 |
| 1993年5月28日  | 未発売        | 未発売         | 幻影都市 -ILLUSION CITY-                                                            | マイクロキャビン                                                                | 同名PCゲームの移植版 |
| 1993年6月25日  | 未発売        | 未発売         | メガシュヴァルツシルト                                                              | セガ                                                                            | PCエンジン用ソフト『シュヴァルツシルト』の移植版。 当初のタイトルは『シュヴァルツシルト』。 |
| 1993年6月25日  | 未発売        | 未発売         | Aランクサンダー 誕生編                                                              | RIOT                                                                            | 『魔法の少女 シルキーリップ』のシステムを応用したアドベンチャーゲーム。 |
| 1993年7月16日  | 未発売        | 未発売         | ダイナミックカントリークラブ                                                        | セガ                                                                            | セガタップ対応 同名アーケードゲームの移植版 |
| 1993年7月23日  | 未発売        | 未発売         | 聖魔伝説3×3EYES                                                                     | セガ                                                                            | 同名漫画をゲーム化 |
| 1993年7月23日  | 未発売        | 未発売         | アークスI・II・III                                                                  | ウルフ・チーム                                                                  | アークスシリーズ3作品を収録 |
| 1993年7月30日  | 未発売        | 未発売         | サイボーグ009                                                                       | RIOT                                                                            | 同名漫画をゲーム化 |
| 1993年7月30日  | 1993年        | 1993年         | シルフィード                                                                        | - ゲームアーツ - セガ欧米                                                       | 同名PCゲームの移植版。 当初のタイトルは『スーパーシルフィード』 |
| 1993年7月30日  | 1994年        | 未発売         | - バリ・アーム - Android Assault: The Revenge of Bari-Arm                           | ヒューマン セガ米                                                               | 変形機構を持ったロボット戦闘機を主役としたサイドビューシューティング |
| 1993年8月6日   | 未発売        | 未発売         | 江川卓のスーパーリーグCD                                                            | セガ                                                                            | 元プロ野球選手である江川卓監修の野球ゲームで、スーパーリーグシリーズの最終作。 当初のタイトルは『江川卓のプロ野球'93』。                                                                            |
| 1993年8月6日   | 1994年        | 1994年10月     | - 慶応遊撃隊 - Keio Flying Squadron                                                 | - ビクターエンタテインメント日米 - セガ欧                                       | 主人公である七光蘭未の声に菅野美穂を起用。 |
| 1993年8月27日  | 未発売        | 未発売         | 雀豪ワールドカップ                                                                  | ビクターエンタテインメント                                                      | 4人打ち麻雀ゲーム |
| 1993年9月17日  | 未発売        | 未発売         | 笑ゥせぇるすまん                                                                    | セガ                                                                            | セガマウス対応 同名漫画をゲーム化。 |
| 1993年9月17日  | 1993年        | 1993年         | - サンダーホーク - AH-3 Thunderstrike米                                             | ビクターエンタテインメント                                                      | 同名PCゲームの移植版。 |
| 1993年9月17日  | 未発売        | 未発売         | ウイニングポスト                                                                    | 光栄                                                                            | 同名アーケードゲームの移植版 |
| 1993年9月23日  | 1993年        | 1993年         | - ソニック・ザ・ヘッジホッグCD - Sonic CD                                           | セガ                                                                            | 日本での当初のタイトルは『CDソニック・ザ・ヘッジホッグ』 北米版では主題歌を差し替え |
| 1993年9月23日  | 1993年        | 未発売         | - モンキー・アイランド ユーレイ海賊大騒動! - The Secret of Monkey Island            | ビクターエンタテインメント                                                      | セガマウス対応 PCゲーム『モンキー・アイランド』の移植版 |
| 1993年9月24日  | 未発売        | 未発売         | 蒼き狼と白き牝鹿・元朝秘史                                                          | 光栄                                                                            | 同名メガドライブ用ソフトに、人物事典やサウンドファイルなどが追加 |
| 1993年10月22日 | 1994年4月15日 | 未発売         | - Vay 流星の鎧 - Vay                                                                | - シムス - Working Designs米                                                    | ファンタジーRPG 雑誌「BEEP!メガドライブ」にて敵キャラクターデザインの公募が行われ、採用されたキャラクターがゲーム内に登場                                                                           |
| 1993年10月29日 | 1993年        | 1993年11月19日 | リーサルエンフォーサーズ                                                            | コナミ                                                                          | 同名アーケードゲームの移植版。周辺機器ジャスティファイアー同梱。 非売品として、雑誌『ファミコン通信』の景品として提供された『リーサルエンフォーサーズ ファミ通版』が存在する                        |
| 1993年11月12日 | 1994年        | 未発売         | - ダークウィザード 蘇りし闇の魔導士 - Dark Wizard                                   | セガ                                                                            | ファンタジー調のシミュレーションゲームでRPGの要素もある。 |
| 1993年11月19日 | 未発売        | 未発売         | アルスラーン戦記                                                                    | セガ                                                                            | 同名小説をゲーム化 |
| 1993年11月19日 | 1992年11月1日 | 1993年5月      | ナイトトラップ                                                                      | セガ                                                                            | 実写取り込みを用いたリアルタイムアドベンチャー 北米ではSega CD本体と同時発売後、MA-17指定で再リリース、さらにパッケージ変更され再々リリース。                                                       |
| 1993年11月26日 | 未発売        | 未発売         | マイト アンド マジックIII                                                           | CRI                                                                             | 同名ゲームの移植版。セガマウス対応 |
| 1993年11月26日 | 未発売        | 未発売         | アルシャーク                                                                        | サンドストーム                                                                  | 同名PCゲームの移植版 |
| 1993年11月26日 | 1994年        | 未発売         | ザ・サード ワールド ウォー                                                          | - マイクロネット - Extreme Entertainment米                                      | |
| 1993年12月10日 | 1994年2月     | 1994年3月      | - 夢見館の物語 - Mansion of Hidden Souls米 - Yumemi Mystery Mansion欧               | - セガ日欧 - ビック東海米                                                       | セガマウス対応 当初のタイトルは『華の館』。 |
| 1993年12月10日 | 未発売        | 未発売         | サイキック・ディテクティブ・シリーズVol.4 オルゴール                                | データウエスト                                                                  | 同名PCゲームの移植版。 |
| 1993年12月28日 | 未発売        | 未発売         | 戦国伝承                                                                            | サミー                                                                          | 同名アーケードゲームの移植版。 |
| 未発売         | 1993年        | 未発売         | w:Flashback                                                                         | セガ                                                                            | 日本ではメガドライブ用タイトル『フラッシュバック』として発売 |
| 未発売         | 1993年3月     | 1993年         | w:Batman Returns                                                                    | セガ                                                                            | 同名のメガドライブ用ソフトに3Dの新ステージを追加。 2012年に開発スタッフの Chris Shrigleyがソースコードを公開。 日本では『バットマン・リターンズ』として発売予定だったが、発売日未定のまま発売中止。 |
| 未発売         | 1993年5月     | 1993年         | w:Sherlock Holmes: Consulting Detective Vol. II                                     | セガ                                                                            | w:Sherlock Holmes: Consulting Detectiveの続編。 日本ではPCエンジン CD-ROM2用ソフト『シャーロック・ホームズの探偵講座II』として発売。                                                                |
| 未発売         | 1993年        | 1993年         | w:The Amazing Spider-Man vs. The Kingpin                                            | セガ                                                                            | |
| 未発売         | 1993年        | 1994年2月      | w:The Terminator                                                                    | Virgin Games                                                                    | 同名メガドライブ用ソフトのアレンジ移植。 |
| 未発売         | 1993年        | 未発売         | w:Joe Montana's NFL Football                                                        | セガ                                                                            | 元アメリカンフットボール選手であるジョー・モンタナの名を冠したアメリカンフットボールゲーム。 日本では『ジョー・モンタナ・フットボール』として発売予定だったが、発売日未定のまま発売中止。           |
| 未発売         | 1993年        | 未発売         | NFL's Greatest: San Francisco vs. Dallas 1978-1993                                  | セガ                                                                            | |
| 未発売         | 1993年        | 1994年2月      | w:Ground Zero: Texas                                                                | Sony Imagesoft                                                                  | 実写取り込みを用いたアドベンチャーゲーム。 日本では『グランド・ゼロ・テキサス』としてセガから発売予定だった。                                                                                       |
| 未発売         | 1993年        | 未発売         | w:Bram Stoker's Dracula                                                             | Sony Imagesoft                                                                  | 原題が同名の映画をゲーム化。 同名のメガドライブ用ソフトとは内容が異なる。 |
| 未発売         | 1993年        | 未発売         | w:Cliffhanger                                                                       | Sony Imagesoft                                                                  | 同名映画をゲーム化。 2012年に開発スタッフのChris Shrigleyがソースコードを公開。 |
| 未発売         | 1993年        | 未発売         | w:Jeopardy!                                                                         | Sony Imagesoft                                                                  | 同名のクイズ番組をゲーム化。 |
| 未発売         | 1993年        | 1994年         | w:Dune                                                                              | Virgin Interactive                                                              | 原題が同名の映画をゲーム化。日本では1993年に『デューン』としてヴァージンゲームから発売予定だった。                                                                                                  |
| 未発売         | 1993年        | 未発売         | Stellar-Fire                                                                        | Dynamix                                                                         | |
| 未発売         | 1993年        | 未発売         | w:MegaRace                                                                          | The Software Toolworks                                                          | |
| 未発売         | 1993年        | 1993年         | w:NHL '94 NHL Hockey '94欧                                                          | エレクトロニック・アーツ                                                        | |
| 未発売         | 1993年        | 1993年         | w:Power Factory Featuring C+C Music Factory                                         | Sony Imagesoft                                                                  | 音楽グループ・C&Cミュージック・ファクトリーを題材とし、"Make My Video"シリーズと同様のシステムを持つため、同シリーズの一つとして扱われる。                                                          |
| 未発売         | 1993年        | 1993年         | w:Bill Walsh College Football                                                       | エレクトロニック・アーツ                                                        | アメリカンフットボール元コーチであるビル・ウォルシュの名を冠したアメリカンフットボールゲーム。 |
| 未発売         | 1993年        | 1994年         | w:Chuck Rock II: Son of Chuck                                                       | Virgin Games                                                                    | |
| 未発売         | 1993年        | 1994年         | w:Dracula Unleashed                                                                 | セガ                                                                            | 2002年にはDVDプレーヤーズゲームとして発売。 |
| 未発売         | 1993年        | 未発売         | w:The Adventures of Willy Beamish                                                   | Dynamix                                                                         | 同名PCゲームの移植版。 |
| 未発売         | 1993年        | 未発売         | w:Mad Dog McCree                                                                    | American Laser Games                                                            | メナサー、ジャスティファイアー、およびメガマウス対応。 同名レーザーディスクゲームの移植版。 |
| 未発売         | 1993年        | 未発売         | My Paint: The Animated Paint Program                                                | Bridgestone Multimedia                                                          | お絵かきソフト メガマウス対応 |
| 未発売         | 1993年        | 未発売         | w:Revenge of the Ninja                                                              | Renovation                                                                      | 1984年11月稼働のアーケードゲーム『忍者ハヤテ』の移植版。 |
| 未発売         | 1993年        | 未発売         | w:Racing Aces                                                                       | セガ                                                                            | |
| 未発売         | 未発売        | 1993年         | Sol-Feace / Cobra Command                                                           | セガ                                                                            | 日米でそれぞれ発売された『ソルフィース』と『サンダーストームFX』（日本国外名:Cobra Command）をワンパッケージ化。                                                                                    |
| 1994年1月28日  | 未発売        | 未発売         | いしいひさいちの大政界                                                              | セガ                                                                            | 同名漫画を題材としたシミュレーションゲーム。 |
| 1994年2月25日  | 未発売        | 未発売         | 真・女神転生                                                                        | シムス                                                                          | セガマウス対応 同名スーパーファミコン用ソフトの移植版 |
| 1994年2月25日  | 1994年        | 1994年         | マイクロコズム                                                                      | - ビクターエンタテインメント - Psygnosis欧米                                    | 人間の体内を舞台とした同名ゲームの移植版 |
| 1994年3月18日  | 未発売        | 未発売         | ゲームのかんづめ VOL.1                                                              | セガ                                                                            | メガドライブ用サービス『ゲーム図書館』配信作を収録したオムニバスソフト。 |
| 1994年3月18日  | 未発売        | 未発売         | ゲームのかんづめ VOL.2                                                              | セガ                                                                            | メガドライブ用サービス『ゲーム図書館』配信作を収録したオムニバスソフト。 |
| 1994年3月18日  | 未発売        | 未発売         | F1サーカスCD                                                                        | ニチブツ                                                                        | |
| 1994年3月18日  | 1994年        | 未発売         | ハイムドール                                                                        | ビクターエンタテインメント                                                      | 同名PCゲームの移植版。 |
| 1994年3月25日  | 1994年        | 未発売         | AX-101                                                                              | - セガ - Absolute Entertainment                                                 | バーチャルシネマシリーズの一作にあたる3Dシューティングゲームで、元気とマイクロネットが共同開発した。                                                                                                |
| 1994年3月25日  | 1993年        | 未発売         | ウイングコマンダー                                                                  | セガ                                                                            | ウィングコマンダーシリーズ第1作で、同名PCゲームの移植版。 |
| 1994年3月25日  | 1994年9月     | 1994年         | - ダンジョンマスターII スカルキープ - Dungeon Master II: The Legend of Skullkeep    | ビクターエンタテインメント                                                      | セガマウス対応 当初のタイトルは『ダンジョンマスター』。 なお、『ダンジョンマスターII』自体は三部作の予定だったが、版権元のFTLの倒産により同作のみの発売となった。                                   |
| 1994年3月25日  | 未発売        | 未発売         | 信長の野望・覇王伝                                                                  | 光栄                                                                            | セガマウス対応 同名ゲームの移植版に、人物紹介などが追加。 |
| 1994年4月1日   | 1994年        | 未発売         | - ぽっぷるメイル - Popful Mail: Magical Fantasy Adventure                           | セガ                                                                            | 同名PC用ゲームのアレンジ移植。 |
| 1994年4月15日  | 未発売        | 未発売         | うる星やつら 〜ディア マイ フレンズ〜                                               | ゲームアーツ                                                                    | セガマウス対応 アニメ『うる星やつら』をゲーム化。 |
| 1994年4月15日  | 1994年        | 未発売         | - バトルファンタジー - Revengers of Vengeance                                       | - マイクロネット - Extreme Entertainment米                                      | 対戦型格闘ゲームとRPGを組み合わせた作品。 |
| 1994年4月22日  | 未発売        | 未発売         | 爆伝 アンバランスゾーン                                                             | ソニー・ミュージックエンタテインメント                                          | 爆風スランプ監修、キャラクターデザインは赤塚不二夫。 同期時に発売された同名PCエンジン用ソフトは姉妹作。                                                                                             |
| 1994年4月22日  | 1994年        | 1994年         | - アイ・オブ・ザ・ビホルダー - Advanced Dungeons & Dragons - Eye of the Beholder    | - ポニーキャニオン - セガ欧米                                                   | セガマウス対応 同名PCゲームの移植版で、メガCD版独自要素として古代祐三が作曲した楽曲を収録。 |
| 1994年4月23日  | 1994年8月     | 1994年         | - ヘブンリーシンフォニー - Formula One World Championship: Beyond the Limit         | セガ                                                                            | セガとフジテレビが共同で開発したF1レースゲーム |
| 1994年5月13日  | 1994年        | 未発売         | - 仮面ライダーZO - The Masked Rider: Kamen Rider ZO                                 | - 東映ビデオ - セガ米                                                           | 同名映画のゲーム化であり、劇中映像を使用。 |
| 1994年5月20日  | 未発売        | 未発売         | ロードス島戦記 英雄戦争                                                             | セガ                                                                            | 小説『ロードス島戦記』をゲーム化、出演声優はOVA版と同様。 |
| 1994年6月3日   | 1994年        | 1994年         | ドラゴンズレア                                                                      | - セガ - レディソフト欧米                                                       | 1983年に稼働した同名レーザーディスクゲームの移植版。 |
| 1994年6月3日   | 1994年4月     | 1994年7月      | - モータルコンバット完全版 - Mortal Kombat                                          | - アクレイムジャパン - Arena Entertainment                                      | 内容はメガドライブ版と同じだが、演出強化などの追加要素あり。 |
| 1994年6月24日  | 1993年        | 1994年         | - WWFマニア・ツアー - WWF Rage in the Cage                                          | - アクレイムジャパン - Arena Entertainment                                      | |
| 1994年7月22日  | 1994年        | 1995年4月      | シャイニング・フォースCD                                                            | セガ                                                                            | ゲームギア用ソフト『シャイニング・フォース外伝 遠征・邪神の国へ』と『シャイニング・フォース外伝II 邪神の覚醒』のリメイク移植と新規シナリオを収録。                                                  |
| 1994年7月29日  | 1994年        | 1994年         | - シャドー・オブ・ザ・ビーストII 獣神の呪縛 - Shadow of the Beast II米 - Beast II欧 | - ビクターエンタテインメント - Psygnosis米 - Sony Electronic Publishing欧       | 『シャドー・オブ・ザ・ビースト』の続編 同名PC用ソフトの移植版。 |
| 1994年9月22日  | 1994年3月     | 1994年9月      | スター・ウォーズ レベルアサルト                                                     | ビクターエンタテインメント                                                      | 映画『スター・ウォーズ』をゲーム化。 |
| 1994年9月30日  | 1994年        | 1994年2月      | ジュラシックパーク                                                                  | セガ                                                                            | 同名映画をゲーム化。 |
| 1994年9月30日  | 未発売        | 未発売         | キャプテン翼                                                                        | テクモ                                                                          | 同名漫画をゲーム化。 |
| 1994年9月30日  | 1994年        | 1994年         | バトルコープス                                                                      | - ビクターエンタテインメント - タイムワーナーインタラクティブ米 - Core Design欧 | |
| 1994年10月28日 | 1994年        | 1994年         | スターブレード                                                                      | ナムコ                                                                          | XE-1 APアナログジョイパッド、セガマウス対応 同名アーケードゲームの移植版。 |
| 1994年11月11日 | 未発売        | 未発売         | アフターハルマゲドン外伝 魔獣闘将伝エクリプス                                       | セガ                                                                            | PCゲーム『ラストハルマゲドン』の関連作品。 |
| 1994年11月25日 | 1994年        | 1994年12月23日 | - リーサルエンフォーサーズII ザ・ウエスタン - Lethal Enforcers II: Gun Fighters     | コナミ                                                                          | ジャスティファイアー対応 同名アーケードゲームの移植版。 |
| 1994年12月20日 | 1994年        | 1994年         | NBAジャム                                                                           | - アクレイムジャパン - アクレイム・エンタテインメント                           | セガタップ対応 メガドライブ版から一部選手を変更。 |
| 1994年12月22日 | 1994年        | 1994年5月      | トムキャットアレイ                                                                  | セガ                                                                            | 戦闘機F-14を操縦するゲーム。 |
| 1994年12月22日 | 1995年        | 未発売         | ルナ エターナルブルー                                                               | - ゲームアーツ - Working Designs米                                              | 北米版ではオープニングムービーの内容を変更。 |
| 1994年12月22日 | 1994年9月     | 1994年4月      | ソウルスター                                                                        | ビクターエンタテインメント                                                      | |
| 未発売         | 1994年1月6日  | 1993年         | w:Puggsy                                                                            | Sony Imagesoft                                                                  | |
| 未発売         | 1994年        | 1994年4月      | w:Powermonger                                                                       | エレクトロニック・アーツ                                                        | 日本では1994年9月2日に『パワーモンガーCD』としてエレクトロニック・アーツ・ビクターから発売予定だったが発売中止。                                                                                    |
| 未発売         | 1994年5月     | 1994年10月     | w:The Software Toolworks' Star Wars Chess                                           | Software Toolworks                                                              | 開発会社であるThe Software Toolworksの名を冠し、スターウォーズを題材としたチェスゲーム。 |
| 未発売         | 1994年6月1日  | 1994年         | w:San Diego Zoo Presents: The Animals!                                              | Software Toolworks米 Mindscape欧                                                | サンディエゴ動物園サファリパークが舞台の教育用ソフト。 |
| 未発売         | 1994年        | 未発売         | w:Cadillacs and Dinosaurs: The Second Cataclysm                                     | Rocket Science Games                                                            | アーケードゲーム『キャディラックス 恐竜新世紀』の続編。 |
| 未発売         | 1994年        | 未発売         | w:Heart of the Alien: Out of this World Parts I and II                              | Sony Imagesoft                                                                  | 『アウターワールド』の続編。 |
| 未発売         | 1994年        | 未発売         | w:Iron Helix                                                                        | スペクトラム・ホロバイト                                                        | メガCD版では、ムービーや新エンディングが追加。 |
| 未発売         | 1994年10月6日 | 未発売         | w:Wheel of Fortune                                                                  | Sony Imagesoft                                                                  | 同名のテレビ番組が題材 |
| 未発売         | 1994年        | 未発売         | w:Crime Patrol                                                                      | American Laser Games                                                            | メナサー、メガマウス対応 。同名レーザーディスクゲームの移植版。 |
| 未発売         | 1994年        | 1994年         | w:Ecco: The Tides of Time                                                           | セガ                                                                            | 日本ではメガドライブ用タイトル『エコー・ザ・ドルフィン2』として発売。 |
| 未発売         | 1994年        | 1994年10月1日  | w:Brutal: Paws of Fury                                                              | GameTek                                                                         | 日本においてはスーパーファミコン用ソフト『アニマル武乱伝 -ブルータル-』として発売 |
| 未発売         | 1994年        | 1994年         | w:Kids on Site                                                                      | セガ                                                                            | セガが子ども向けに発表した「セガ・クラブ」の一つ。 |
| 未発売         | 1994年        | 1994年         | w:Mickey Mania: The Timeless Adventures of Mickey Mouse                             | Sony Imagesoft                                                                  | 日本ではメガドライブ用タイトル『ミッキーマニア』として発売。 |
| 未発売         | 1994年        | 1994年         | w:Slam City with Scottie Pippen                                                     | アクレイム・エンタテインメント                                                  | バスケットボール選手スコッティ・ピッペンを題材としたインタラクティブムービー作品。 |
| 未発売         | 1994年        | 1994年         | w:Supreme Warrior                                                                   | Digital Pictures                                                                | |
| 未発売         | 1994年        | 未発売         | w:ESPN Sunday Night NFL                                                             | Sony Imagesoft                                                                  | |
| 未発売         | 1994年        | 未発売         | NFL Football Trivia Challenge                                                       | Phillips Interactive                                                            | |
| 未発売         | 1994年        | 未発売         | w:Radical Rex                                                                       | アクティビジョン                                                                | 同名メガドライブ用ソフトにサウンドトラックを付与。 |
| 未発売         | 1994年        | 未発売         | w:RDF Global Conflict                                                               | Absolute Entertainment                                                          | |
| 未発売         | 1994年        | 未発売         | w:Bouncers                                                                          | セガ                                                                            | |
| 未発売         | 1994年        | 1994年5月16日  | w:ESPN Baseball Tonight                                                             | Sony Imagesoft                                                                  | |
| 未発売         | 1994年        | 1994年6月      | w:FIFA International Soccer FIFA International Soccer: Championship Edition欧       | エレクトロニック・アーツ                                                        | 同名メガドライブ用ソフトに、ワールドカップイタリア大会（1990年）の映像をもとにしたオープニングムービーなどを追加。                                                                                  |
| 未発売         | 1994年        | 1994年         | w:The Lawnmower Man                                                                 | タイムワーナーインタラクティブ                                                  | 原題が同名の映画をゲーム化。 同年発売されたメガドライブ版とは開発元が異なる。 |
| 未発売         | 1994年        | 1994年         | w:BC Racers Stone Racers欧                                                          | タイムワーナーインタラクティブ                                                  | |
| 未発売         | 1994年        | 1994年         | w:World Cup USA '94                                                                 | U.S.Gold                                                                        | |
| 未発売         | 1994年        | 1995年         | Midnight Raiders                                                                    | セガ                                                                            | |
| 未発売         | 1994年        | 1995年         | w:Pitfall: The Mayan Adventure                                                      | アクティビジョン                                                                | |
| 未発売         | 1994年        | 1994年7月      | Championship Soccer '94米 w:Sensible Soccer欧                                       | Renegade Software米 Sony Imagesoft欧                                            | |
| 未発売         | 1994年9月     | 未発売         | w:Compton's Interactive Encyclopedia                                                | セガ                                                                            | コンプトン百科事典の電子版。ソフト単体で発売されたほか、X'eye（北米版ワンダーメガ）にも同梱。 |
| 未発売         | 1994年        | 1995年3月      | w:Corpse Killer                                                                     | セガ                                                                            | メナサー対応。 |
| 未発売         | 1994年        | 未発売         | w:ESPN National Hockey Night                                                        | Sony Imagesoft                                                                  | |
| 未発売         | 1994年        | 未発売         | w:ESPN NBA Hangtime '95                                                             | Sony Imagesoft                                                                  | |
| 未発売         | 1994年        | 未発売         | w:Links: The Challenge of Golf                                                      | Virgin Interactive                                                              | ゴルフクラブ型の周辺機器TeeVGolfに対応。 |
| 未発売         | 1994年        | 未発売         | w:Loadstar: The Legend of Tully Bodine                                              | Rocket Science Game                                                             | |
| 未発売         | 1994年        | 未発売         | w:Mad Dog II: The Lost Gold                                                         | American Laser Games                                                            | ライトガン（メナサーまたはジャスティファイアー）、およびメガマウス対応 |
| 未発売         | 1994年        | 1994年         | The Misadventures of Flink米 w:Flink欧                                              | ビック東海米 Psygnosis欧                                                        | アメリカではもともとジェネシス用ソフトとして発売予定だった。 |
| 未発売         | 1994年        | 1994年         | w:Novastorm                                                                         | Sony Imagesoft                                                                  | |
| 未発売         | 1994年        | 未発売         | w:Space Ace                                                                         | Ready Soft                                                                      | 同名のレーザーディスクゲームの移植版。 |
| 未発売         | 1994年        | 未発売         | Trivial Pursuit                                                                     | Virgin Games                                                                    | 同名のボードゲームが題材。 |
| 未発売         | 1994年        | 未発売         | w:Who Shot Johnny Rock?                                                             | American Laser Games                                                            | ライトガン（メナサーまたはジャスティファイアー）、メガマウス対応 |
| 未発売         | 1994年        | 未発売         | 3 Ninjas Kick Back / Hook                                                           | Sony Imagesoft                                                                  | 3 Ninjas Kick BackとHookを収録。 |
| 未発売         | 1994年        | 未発売         | Mary Shelley's Frankenstein / Bram Stoker's Dracula                                 | Sony Imagesoft                                                                  | Mary Shelley's FrankensteinとBram Stoker's Draculaを収録。 |
| 未発売         | 1994年        | 未発売         | Ultraverse Prime / Microcosm                                                        | Sony Imagesoft                                                                  | マリブコミックのキャラクター・プライムが題材のアクションゲームUltraverse Primeと『マイクロコズム』を収録。 『プライム』の漫画15話分を収録。                                                         |
| 未発売         | 未発売        | 1994年         | w:Bloodshot Battle Frenzy独                                                         | アクレイム・エンタテインメント                                                  | |
| 1995年2月24日  | 未発売        | 未発売         | エコー・ザ・ドルフィンCD                                                            | セガ                                                                            | 『エコー・ザ・ドルフィン』と『エコー・ザ・ドルフィン2』を収録し、CGムービーやオリジナルステージを追加。                                                                                             |
| 1995年2月24日  | 未発売        | 未発売         | 大封神伝                                                                            | ビクターエンタテインメント                                                      | 中国明時代の小説『封神演義』が題材。 当初のタイトルは『封神演義』。 |
| 1995年3月24日  | 1993年        | 1994年2月      | ダブルスイッチ                                                                      | セガ                                                                            | ムック『メガドライブコンプリートガイドデラックス With マークIII』によると、『ナイトトラップ』の続編的作品とされる。                                                                                 |
| 1995年3月24日  | 1994年9月     | 1994年3月      | プライズファイター                                                                  | セガ                                                                            | バーチャルシネマシリーズの一つ。 北米ではソフト単体で発売されたほか、X'eye（北米版ワンダーメガ）にも同梱された。                                                                                    |
| 1995年3月31日  | 1995年        | 1995年         | 餓狼伝説SPECIAL                                                                     | ビクターエンタテインメント JVC                                                  | ファイティングパッド6B対応 同名アーケードゲームの移植作。 |
| 1995年9月1日   | 1995年        | 1995年         | - ファーレンハイト                                                                  | セガ                                                                            | バーチャルシネマシリーズの一つで、消防士を主題としている。 アメリカでは、セガCD32Xバージョンも発売。                                                                                                |
| 1995年12月22日 | 1995年        | 1995年9月      | サージカルストライク                                                                | セガ                                                                            | ホバークラフト状の兵器に搭乗するシューティングゲーム。 |
| 未発売         | 1995年        | 1994年         | w:Snatcher                                                                          | コナミ                                                                          | メナサーまたはジャスティファイアー対応 |
| 未発売         | 1995年        | 1995年         | w:Samurai Shodown                                                                   | JVC                                                                             | 同名アーケードゲームの移植版。 日本では1995年3月31日にSAMURAI SPIRITSとして発売予定だったが、発売日未定の末、発売中止。 ハードの都合上、拡大縮小処理ならびに一部キャラクターを削除。                |
| 未発売         | 1995年2月     | 1995年5月      | w:Eternal Champions: Challenge from the Dark Side                                   | セガ                                                                            | メガドライブ用ソフト『エターナルチャンピオンズ』の強化版。 |
| 未発売         | 1995年        | 未発売         | w:Road Rash                                                                         | エレクトロニック・アーツ                                                        | |
| 未発売         | 1995年        | 1995年         | w:Mighty Morphin Power Rangers                                                      | セガ                                                                            | 同名テレビシリーズのうち、5話分をゲーム化。 |
| 未発売         | 1995年        | 1995年         | w:Dungeon Explorer                                                                  | セガ米 ハドソンソフト                                                           | ダンジョンエクスプローラーシリーズ第4作。 |
| 未発売         | 1995年        | 1995年         | w:Lords of Thunder                                                                  | セガ米 ハドソンソフト                                                           | PCエンジンSUPER CD-ROM2用ソフト『ウィンズ オブ サンダー』の移植版。 |
| 未発売         | 1995年        | 1995年         | w:Earthworm Jim: Special Edition                                                    | Interplay Entertainment                                                         | メガドライブ用ソフト『アースワース・ジム』の音声とグラフィックの強化およびパスワードによるセーブ機能や、新ステージなどを追加。                                                                      |
| 未発売         | 1995年        | 未発売         | w:Wirehead                                                                          | セガ                                                                            | |
| 未発売         | 1995年        | 未発売         | w:Wild Woody                                                                        | セガ                                                                            | |
| 未発売         | 1995年11月    | 未発売         | w:Demolition Man                                                                    | アクレイム                                                                      | 同名メガドライブ用ソフトの移植版で、原作映画の映像の一部を追加。 北米における最後のSegaCD用ソフト。                                                                                                 |
| 未発売         | 1995年        | 1995年7月      | w:The Space Adventure                                                               | ハドソンソフト                                                                  | 日本で1991年にPCエンジンCD-ROM2で発売された『コブラII 伝説の男』の移植版。 |
| 未発売         | 1995年        | 1995年         | w:The Adventures of Batman & Robin                                                  | セガ                                                                            | テレビアニメ『バットマン』をゲーム化。 ゲーム内のアニメーションについて、原作の未放送回との指摘あり。                                                                                               |
| 未発売         | 未発売        | 1995年         | The Smurfs                                                                          | Infogrames                                                                      | 同名漫画をゲーム化。 |
| 未発売         | 未発売        | 1995年         | w:Syndicate                                                                         | Domark                                                                          | |
| 未発売         | 未発売        | 1995年         | w:Theme Park                                                                        | エレクトロニック・アーツ                                                        | 日本では他機種向けに『テーマパーク』として発売。 |
| 1996年2月23日  | 未発売        | 未発売         | シャドウラン                                                                        | コンパイル                                                                      | テーブルトークRPGの『シャドウラン』のコンピュータゲーム化作品で、最後のメガCD用ソフト。当初はセガから発売される予定だった。                                                                         |

## その他
| 発売日        | 発売日 | 発売日 | タイトル                                        | 発売元      | 備考 |
| 日本          | 北米   | 欧州   | タイトル                                        | 発売元      | 備考 |
| ------------- | ------ | ------ | ----------------------------------------------- | ----------- | --- |
| 1992年1月4日  | 未発売 | 未発売 | ワンダーメガ コレクション                       | ビクター    | ワンダーメガ本体に付属                                                                                                   |
| 1992年7月26日 | 未発売 | 未発売 | SING!! Sega Game Music Presented by B.B. Queens | BMGビクター | メガCD用ソフト『テディーボーイブルース』に加え、B.B.クィーンズ他によるセガ作品のカバー楽曲を収録したオムニバスアルバム。 |

## 発売されなかったタイトル
| 作品名                                    | 発売元                     | 備考 |
| ----------------------------------------- | -------------------------- | --- |
| アプロス 天空の章                         | ウルフ・チーム             | 全編フルCG作品として、メガCD以外のCD-ROM対応機器向けにも発売する予定だった。 関連作品としてPC-98用ソフト『アプロス 大地の章 風の探究者編』と小説『アプロス天空の章 巣と風の母』がある。 |
| 闘神都市υ                                 | アリスソフト               | アリスソフトのTADAによると、物語の前半は『闘神都市』のリメイクで、後半は新規エピソードが展開される予定だった。 データの一部はWindows 95向けアダルトゲーム『Rance IV -教団の遺産-』に流用される。 |
| 蓬萊学園の冒険!                           | セガ                       | |
| スーパーギャルズパニック                  | KANEKO                     | アーケードゲーム『ギャルズパニック』の移植版。 日本では発売日未定のまま発売中止。 |
| クライング・ドラゴン                      | トレコ                     | メガCD発売4カ月前の1991年8月に発表。 シナリオは5部構成であり、「孤高の龍」は最終章のサブタイトルでもある 日本では1992年夏発売予定だった。 2018年に開発中のROMがオークションに出品されており、その内容は『モンスターワールド』のようなアクションRPGだという。 |
| 新・覇邪の封印                            | 工画堂スタジオ             | 『覇邪の封印』の続編。 日本では発売日未定のまま発売中止。 |
| ワールドラリー                            | ビスコ                     | メガCDが展開された初期に発表された。 日本では発売日未定のまま発売中止。 |
| HAMMAR                                    | セガ                       | 鯨武長之介は自著『PCエンジン＆メガドライブ発売中止ゲーム図鑑』の中で、ラッパーのM.C.ハマーをのビデオクリップではないかという噂を紹介している。 日本では発売日未定のまま発売中止。 |
| テラフォーミング                          | パック・イン・ビデオ       | コンセプトアーティストのシド・ミードのデザインをコンセプトとしたシューティングゲームとなる予定だった。 PCエンジン版のみ発売。 日本では1993年発売予定だったが、発売日未定の末、発売中止。 |
| 銀河鉄道999                               | 日本テレネット             | 同名漫画をゲーム化。 1992年春頃に企画が立ち上がった。『魔法の少女シルキーリップ』に参加した遠藤正二郎がシナリオを手掛け、ビジュアルシーンのシナリオは完成し、ゲーム部分のシナリオも半分はできていた。 日本では1993年2月発売予定だったが発売日未定の末、1993年初頭にはプロジェクト終了することが決まり、日本テレネットがメガCD事業から撤退したため発売中止になった。                      |
| ポリゴナルゴルフ                          | シムス                     | ポリゴンを用いたゴルフゲーム。 ムック『メガドライブコンプリートガイドデラックス With マークIII』によると、専門誌への露出が少なかったとされている。 当初のタイトルは『ポリゴンゴルフ』だった。 日本では1993年8月発売予定だったが発売日未定の末、発売中止。 |
| メリーゴーランド                          | データウエスト             | 同名PCゲームの移植版。 日本では1992年夏発売予定で完成度は90%だったが発売日未定の末、発売中止。 |
| 蓬萊学園                                  | セガ                       | 同名メディアミックスの一つ。ゲーム雑誌『BEEP! メガドライブ』で読者参加コーナーが設けられていたが、5回目で突如終了となった。 日本では発売日未定のまま発売中止。 |
| バーニングフィスト                        | セガ                       | 6Bパッド対応の対戦型格闘ゲーム。 当初のタイトルは『リアルファイターズ』および『ハッスルマッスル』だった。 日本では1993年7月発売予定だったが発売日未定の末、発売中止。 |
| 電忍アレスタ2                             | コンパイル                 | 『BEEP! メガドライブ』1993年2月号時点では、企画会議が数回行われた程度の段階だった。 日本では1993年末発売予定だったが発売日未定の末、発売中止。 ムック『メガドライブコンプリートガイドデラックス With マークIII』によると、前作『電忍アレスタ』のプログラマーが、『GGアレスタII』とセガ・マスターシステム版『ぷよぷよ』の開発に行ってしまい、開発そのものが成り立たなかったとされている。 |
| シスターソニック                          | セガ                       | 当初のタイトルは『シスターソニック（ぽっぷるメイル SCD改）』で『ぽっぷるメイル』をベースに、ソニック・ザ・ヘッジホッグの姉妹を登場させる予定だったがユーザーからの反対意見により方針転換し、PC版を移植した『ぽっぷるメイル』を先行開発することになった。 日本では1993年夏に発売予定だったが発売日未定の末、発売中止。                                                                    |
| ノスタルジアII PRESENCE                   | シュールド・ウェーブ       | 同名PCゲームの移植版。前作『ノスタルジア』の主人公と同姓同名の別人「山田かすけ」が搭乗した飛行機がハイジャックされるストーリーだった。 日本では当初1992年12月発売予定で完成度は50%だったが、1994年春に発売予定に変更となり、発売日未定の末、発売中止。 |
| ポップンランド                            | シュールド・ウェーブ       | FC用アクションゲーム『ココロン』のリメイク版。 当初のタイトルは『ココロン』および『ココロン2』だった。 日本では1994年3月25日に発売予定で完成度は100%だったが、発売日未定の末、発売中止。 1993年6月発売の「SUPERメガドライブFAN」の付録のCDにサウンドトラックの一部が収録されている。 |
| パワードリフト                            | 電波新聞社                 | 同名アーケードゲームの移植版。もともとはセガから発売する予定だったが、1990年7月ごろに電波新聞社へと移行した。 日本では発売日未定のまま発売中止。 |
| 夢幻の如く                                | セガ                       | ムック『メガドライブコンプリートガイドデラックス With マークIII』によると、本宮ひろ志の同名漫画のゲーム化作品と推測しつつも、詳細不明としている。 日本では1993年12月発売予定だったが発売日未定の末、発売中止。 |
| インディ・ジョーンズ アトランティスの運命 | ビクターエンタテインメント | インディ・ジョーンズ シリーズの映画第4弾の企画をゲームに流用した作品で、日本では1993年にFMTOWNS用ソフトとして発売されていた。 日本では1994年6月に発売予定だったが、発売日未定の末、発売中止。 |
| イースIV・マスク・オブ・ザ・サン          | セガ                       | 他機種では『イースIV』という題名で発売された。 セガ・ファルコム取締役の矢野一隆は1993年時点でIIIに比べるとアクション性は落ちるが、ドラマ性・ストーリー性は向上する予定であることを語った。 日本では発売日未定のまま発売中止。 1993年6月発売の「SUPERメガドライブFAN」の付録のCDにサウンドトラックの一部が収録されている。                                                                |
| スーパー大戦略III SCD                     | セガ                       | 湾岸戦争を題材とし、実際の映像を取り入れる予定もあった。 日本では1993年夏に発売予定だったが発売日未定の末、発売中止。 |
| スーパーブランディッシュ                  | セガ                       | セガ・ファルコム取締役の矢野一隆は1993年時点でブランディッシュIとIIを合わせたものになる可能性を示唆した。 日本では1993年夏に発売予定だったが発売日未定の末、発売中止。 |
| 魔法の刑事ファイヤールージュ              | 日本テレネット             | 『魔法の少女シルキーリップ』の続編として企画されており、魔界に帰ったエンディングの数年後を舞台にする予定だった。 |
| 魔法の難民                                | 日本テレネット             | 「魔法」関連でシリーズにするために企画された。 |
| Aランクサンダー 逆襲編                    | RIOT                       | 『Aランクサンダー 誕生編』の続編でシナリオ、録音、原画は全て完成しており、1993年に発表予定、『誕生編』のエンディングでも予告を出していたが、RIOTの親会社である日本テレネットがメガCD事業から撤退したため発売中止になった。 |
| en:Crime Patrol 2: Drug Wars              | American Laser Games       | メガCD用ソフトとして売り出す予定だったが、最終的には3DOおよびCD-i用ソフトとして発売された。 |
| AKIRA                                     | THQ                        | 同名アニメ映画のゲーム化であり、1994年にシカゴで開催されたコンシューマー・エレクトロニクス・ショー（CES）には、メガドライブ版とともにゲームの映像が展示されていたが、発売にはいたらなかった。2014年、CESで展示された当時の映像が公開された |

## 非ライセンスタイトル
- 2005年8月20日 Frog Feast（Older Games[220]）
- 2013年12月27日 Color Mechanica（Note!） - 音楽アルバム